# Los Cortijos
Los Cortijos és un municipi de la província de Ciudad Real a la comunitat autònoma de Castella-La Manxa.

## Demografia
| 1991 | 1996  | 2001  | 2004  | 2007  |
| ---- | ----- | ----- | ----- | ----- |
| 969  | 1.373 | 1.059 | 1.005 | 1.029 |